# Tiger (Schiff, 1888)
Die SMS Tiger der Österreichisch-Ungarischen Marine war ein verbesserter Nachbau der Torpedokreuzer Panther und Leopard. Die in Triest im Inland gebaute Tiger wurde anfangs als Torpedo-Rammkreuzer bezeichnet, war geringfügig größer als die beiden aus Großbritannien gelieferten Schiffe und hatte eine stärkere Bewaffnung. 1906 wurde sie zur Yacht der Admiralität umgebaut und in Lacroma, nach einer Insel bei Dubrovnik, umbenannt.
1920 wurde die an die Alliierten ausgelieferte Lacroma in Italien abgebrochen.

## Baugeschichte
Am 8. September 1884 forderte der damalige Befehlshaber der k.u.k. Kriegsmarine (Marinekommandant), Vizeadmiral Maximilian Daublebsky von Sterneck, in einem Memorandum den Bau von sogenannten Torpedoschiffen. Diese sollten sowohl in der Lage sein, feindliche Großkampfschiffe mit Torpedos anzugreifen, als auch bewaffnete Aufklärung und Patrouillenfahrten zu übernehmen. Wie andere zeitgenössische Marinetheoretiker auch, hielt Sterneck den Einsatz dreier Waffen für möglich: den Rammsporn, den Torpedo und die Artillerie. Er sah daher für die Tiger den Rammstoß und den Torpedo als Möglichkeit des Angriffes auf größere Schiffe vor. Die Tiger erhielt einen verstärkten Bug und war etwas flacher als die im Ausland gebauten Vorgänger.
Gebaut wurde die SMS Tiger bei der Werft Stabilimento Tecnico Triestino in San Rocco, Triest, wo sie am 28. Juni 1887 vom Stapel lief. Das Stahlrumpf-Schiff hatte eine Verdrängung von 1.657 ts, war 76,02 m lang, bis zu 10,55 m breit und hatte einen Tiefgang von 4,3 m. Als Antrieb dienten zwei stehende 2-Zylinder-Verbundmaschinen von 6.200 PSi mit vier Doppelender-Zylinderkesseln, die der Tiger nur eine Geschwindigkeit von 18,6 kn gaben. Die geplante Höchstgeschwindigkeit von über 19 kn wurde nur von der Panther nach den nachträglichen Umbauten erreicht, Leopard und Tiger erzielten sie nicht.
Die Bewaffnung der Tiger bestand anfangs aus vier 12-cm-L/35-Kanonen von Krupp seitlich am Rumpf in sogenannten Schwalbennestern, sechs 4,7-cm-L/44-Schnellfeuerkanonen von Skoda, vier 4,7-cm-Hotchkiss-Revolverkanonen und vier einzelnen 35-cm-Torpedorohren (je ein Rohr im Bug, im Heck, Backbord und Steuerbord).

## Einsatzgeschichte
Wie Panther und Leopard wurde auch die Tiger anfangs als Divisionführer von Torpedobooten eingesetzt. Am 24. Juli 1890 lief sie aus Triest mit dem "Sommergeschwader" unter Konteradmiral Johann Edler von Hinke zur ersten Reise eines Verbandes der österreich-ungarischen Kriegsmarine in Nord- und Ostsee aus. Zum Verband gehörten neben der Tiger die beiden Turmschiffe Kronprinz Rudolf, Kronprinzessin Stephanie und der Torpedo-Rammkreuzer Kaiser Franz Joseph I. Alle drei Schiffe waren beim Start noch keinen Monat in Dienst.
 Die Fahrt führte über Gibraltar, Portsmouth, Kopenhagen und -ohne die Kronprinz Rudolf- bis zum schwedischen Marinehafen Karlskrona (24. August). Die Tiger hatte auf dem Weg nach Norden allein auch noch dem niederländischen Marinehafen Den Helder einen Besuch abgestattet. Ein Wellenschaden der Kronprinz Rudolf erforderte einen längeren Werftaufenthalt in Kiel, so dass der Verband, um geschlossen zu bleiben, länger in den deutschen Gewässern verblieb. Am 29. September begann der Rückmarsch der vier österreichischen Schiffe aus Kiel um Skagen nach Cherbourg, Lissabon und Palermo, ehe alle vier Schiffe am 20. Oktober 1890 wieder in Triest einliefen.

Im März 1897 sicherte die Tiger den Transport österreichischer Truppen (II./IR 87,678 Mann) auf dem gecharterten Dampfer Electra nach Kreta, um die Unabhängigkeit gegen Griechenland und die Türkei durchzusetzen. Flaggschiff des österreichisch-ungarischen Verbandes vor Kreta war zu dieser Zeit die Kaiserin und Königin Maria Theresia, neben der auch noch die Kronprinzessin Stephanie, der Schichau-Zerstörer Satellit, der Torpedokreuzer Sebenico und die Schichau-Torpedoboote Sperber, Elster und Kiebitz schon im Einsatz waren. Neben diesen Einheiten kamen elf weitere Schiffe und Boote noch vor Kreta zum Einsatz. Von den 70 Schiffen des internationalen Verbandes stellte Österreich-Ungarn mit zeitgleich bis zu 16 Schiffen das drittgrößte Kontingent nach der Royal Navy und der Regia Marina vor Russland und Frankreich. Deutschland hatte nur die Kaiserin Augusta entsandt.
Die Tiger blieb vor Kreta bis zum 5. April 1898. Als letzte Schiffe blieben der Schichau-Zerstörer Magnet bis zum 16. und das Flaggschiff Wien mit der Halbschwester der Tiger, der Leopard, bis zum 30. April 1898 in der Sudabucht.

## Die AdmiralitätsjachtLacroma
1905–06 wurde die Tiger dann zu einer Yacht der Admiralität umgebaut und ihre Bewaffnung auf vier 4,7 cm-Skoda-Kanonen und zwei 4,7 cm-Hotchkiss-Revolverkanonen reduziert. Die Schwalbennester seitlich am Rumpf für die 12 cm-Kanonen wurden entfernt. Die jetzt als Yacht klassifizierte SMS Tiger wurde noch 1906 in SMS Lacroma, nach dem italienischen Namen der Insel Lokrum bei Dubrovnik, umbenannt.
1915 wurde die Lacroma vollständig entwaffnet und 1919 der neuen Jugoslawischen Marine übergeben, die sie 1920 an Italien auslieferte, wo die ehemalige SMS Tiger abgebrochen wurde.